# Dancourt, Seine-Maritime
Dancourt là một xã thuộc tỉnh Seine-Maritime trong vùng Normandie miền bắc nước Pháp.

## Huy hiệu
| Arms of Dancourt | The arms of Dancourt are blazoned: Azure, on a bend between 2 crescents argent, 3 torteaux (gules). |

## Dân số
| Năm | 1962 | 1968 | 1975 | 1982 | 1990 | 1999 | 2006 |
| --- | ---- | ---- | ---- | ---- | ---- | ---- | ---- |
| Dân số | 284  | 307  | 276  | 307  | 266  | 264  | 243  |
| From the year 1962 on: No double counting—residents of multiple communes (e.g. students and military personnel) are counted only once. |      |      |      |      |      |      |      |